# Pirttijärvi (sjö i Finland, Lappland, lat 66,62, long 26,58)
Pirttijärvi är en sjö i Finland. Den ligger i kommunen Rovaniemi i landskapet Lappland, i den norra delen av landet, 700 km norr om huvudstaden Helsingfors. Pirttijärvi ligger 156,4 meter över havet. Den ligger vid sjön Venejärvi. Den är 3,1 meter djup. Arean är 1,5 kvadratkilometer och strandlinjen är 10,09 kilometer lång. Sjön  ingår i Kemi älvs huvudavrinningsområde. 